# Cornufer opisthodon
Espèce
Synonymes
- Rana opisthodon Boulenger, 1884
- Discodeles opisthodon (Boulenger, 1884)

Statut de conservation UICN

 DD  : Données insuffisantes
Cornufer opisthodon est une espèce d'amphibiens de la famille des Ceratobatrachidae.

## Répartition
Cette espèce est endémique de l'archipel des Salomon. Elle se rencontre sur l'île Bougainville en Papouasie-Nouvelle-Guinée et aux Salomon sur les îles Fauro, Makira et Kolombangara.

## Taxinomie
Le statut de cette espèce a été relevé de sa synonymie avec Discodeles bufoniformis par Brown en 1952 où elle avait été placée par Barbour en 1921.

## Publication originale
- Boulenger, 1884 : Diagnoses of new reptiles and batrachians from the Solomon Islands, collected and presented to the British Museum by H. B. Guppy, Esq., M.B., H.M.S. Lark. Proceedings of the Zoological Society of London, vol. 1884, p. 210-213 (texte intégral).